# Erna Solberg
Erna Solberg (Bergen, 1961. február 24. –) norvég politikus, 2013 és 2021 között miniszterelnök, a Konzervatív Párt vezetője.

## Élete
A második legnagyobb norvégiai városban, Bergenben született. 1979-ben végezte el a középiskolát, majd a Bergeni Egyetemen tanult szociológiát és közgazdaságtant. Itt 1986-ban diplomázott, majd 1988-ig posztgraduális tanulmányokat folytatott. 1985 és 1986 között a bergeni konzervatív diákok egyesületének elnöke, 1986-tól 1988-ig a Bergeni Egyetem szenátusának tagja volt.
1990-től négy évig a Konzervatív Párt Hordaland megyei alelnöke volt. 2004 óta a Konzervatív Párt vezetője.
Erna Solberg 1989 óta a Storting tagja, Hordaland megye képviseletében. A törvényhozásban több bizottságnak is tagja volt, így 1989-90 között, majd 1993-1997 között ismét a pénzügyi, 1990-93 között a fogyasztóügyi és kormányzati, 1997 és 2001 között az önkormányzati, 2005 óta pedig a külügyi bizottságban szolgált.
2001 és 2005 között Kjell Magne Bondevik második kormányának is tagja volt önkormányzati és régiófejlesztési miniszterként. A bevándorlás kérdésében képviselt kemény álláspontja miatt akkor kapta a sajtótól a Vas Erna nevet.
2005-ben megkapta a Szent Olav-rend parancsnoki fokozatát.
2013 októbere óta Norvégia miniszterelnöke. Miután a 2017-es parlamenti választásokat a jobboldali pártokból álló koalíció nyert, így – ugyan hosszas alkudozás után, de – 2018 januárjában megalakíthatta második kormányát.